# Cimanggung (plaats)
Cimanggung is een bestuurslaag in het regentschap Sumedang van de provincie West-Java, Indonesië. Cimanggung telt 9655 inwoners (volkstelling 2010).